# Michel Simion
Vous pouvez aider à l'améliorer ou bien discuter des problèmes sur sa page de discussion.
- Certaines informations devraient être mieux reliées aux sources mentionnées dans la bibliographie ou les liens externes. Améliorez sa vérifiabilité en les associant par des références. (Marqué depuis janvier 2021)
- Il ne s’appuie pas, ou pas assez, sur des sources secondaires ou tertiaires. (Marqué depuis mai 2020)

- Archive Wikiwix
- Bing
- Cairn
- DuckDuckGo
- E. Universalis
- Gallica
- Google
- G. Books
- G. News
- G. Scholar
- Persée
- Qwant
- (zh) Baidu
- (ru) Yandex
- (wd) trouver des œuvres sur Wikidata

Michel Simion, né le 31 octobre 1956 à Bucarest, est un essayiste, traducteur de textes théologiques et professeur de relations internationales reconverti du secteur de l'informatique.

## Biographie
Michel Simion est titulaire d'une licence en mathématiques et diplômé du Centre international de formation européenne de Nice (1981), de l'Institut d'études politiques de Paris (1983) et de l'Institut de théologie orthodoxe Saint-Serge (2016).
Il a enseigné l'histoire contemporaine[pas clair]au CESEM Business School de Reims (1983-1984)  au Pôle universitaire Léonard-de-Vinci de Paris (1996-2001). Par la suite il a été chargé de cours en géopolitique à l'ICD Business School de Paris (2006).
Outre son activité d'enseignement universitaire, il a assuré pendant une trentaine d'années, des fonctions de directeur marketing, France et Europe, dans différentes entreprises informatiques d'édition de logiciel (les dernières en date étant Stratus Technologies et l'éditeur de logiciel Compuware),,.
À partir de 2013, il se consacre exclusivement à la théologie orthodoxe et à son rayonnement en France. Il publie des articles, des recensions et des traductions dans des revues de théologie orthodoxe, comme Apostolia, Contacts, Orthodoxie.com .
L'écrivain roumain Răzvan Petrescu (ro), a publié en 2014 sa correspondance avec Michel Simion dans le volume Scrisori către Mihai, (Lettres à Michel).
Michel Simion a traduit et a fait connaitre en France les homélies de Nicolae Steinhardt. Elles ont été publiées, sous le titre Donne et tu recevras. Michel Stavrou, professeur H.D.R. de théologie des dogmes, note dans la revue française d'orthodoxie Contacts  : « Michel Simion nous offre accès, par son excellente traduction française, à ce recueil d'homélies [...] proprement extraordinaires ». Le père professeur Nicolas Ozoline, souligne également l'importance de cette publication et la qualité de la traduction . À la suite de la publication du livre Donne et tu recevras, Michel Simion a présenté la vie et l'œuvre de Nicolae Steinhardt dans des émissions et des débats, à la radio et à la télévision, notamment sur France Culture et France 2.
En 2020, Michel Simion publie le livre La souffrance - Regard d'un orthodoxe, aux Éditions Apostolia, un ouvrage « engagé et personnel sur l'éternelle question de la souffrance », selon Alexis Chryssostalis.

## Publications
- Didier Schlacther (dir.) et al., Questions d’Europe : le débat économique et politique, Paris, Editions Ellipses, 1998, 288 p. (ISBN 2-7298-5816-4 et 978-2729858162).
- « Le défi du Grand Inquisiteur », revue Apostolia, Édition Teognost,‎ 2013.
- « Platon, un cercueil sur la tête… », revue Apostolia, Édition Teognost,‎ 2013.
- « Deux victimes  du diable : Ivan Karamazov et Adrian Leverkühn », revue Apostolia, Édition Teognost,‎ 2013.
- « Origène, oui et non… », revue Apostolia, Édition Teognost,‎ 2014.
- « Constantin Brâncoveanu, prince roumain, saint et martyr », revue Apostolia, Édition Teognost,‎ 2014.
- (ro) Răzvan Petrescu (ro) (préf. Michel Simion), Scrisori către Mihai, Bucarest, Editura Curtea Veche (ro), 2014 (ISBN 978-606-588-777-0).
- 62e Semaine d’études liturgiques Saint-Serge, Münster, Aschendorff Verlag, 2017 (ISBN 978-3-402-11338-7), « Nicolae Steinhardt, prédicateur de la félicité ».
- 63e Semaine d’études liturgiques Saint-Serge, Münster, Aschendorff Verlag, 2017 (ISBN 978-3-402-12025-5), « La liturgie, théologie en acte : l’octave de Pâques selon André Scrima », p. 207.
- La souffrance - regard d'un orthodoxe  (préf. Archiprêtre Marc-Antoine Costa de Beauregard), Éditions Apostolia, 2020 (ISBN 979-10-97454-75-3)[11].
- Notes en mode mineur, Édition MS Bretagne, 2021  (ISBN 978-2-9580694-1-4)
- Par la mort Il a vaincu la mort, Éditions  de L'Harmattan, 2023  (ISBN 978-2-14-049300-3)

### Traductions
- Nicolae Steinhardt (trad. du roumain par Michel Simion, préf. Michel Simion), Donne et tu recevras : paroles de foi, Limours, Apostolia, coll. « Souffle de vie », 2017, 476 p. (ISBN 979-10-97454-00-5).